# Bogdan Żołtak
Bogdan Żołtak (ur. 28 maja 1934 w Warszawie, zm. 10 lipca 1988 w Koszalinie) – polski dziennikarz, reporter i korespondent telewizyjny, reżyser-dokumentalista oraz operator filmowy. Pierwszy koszaliński sprawozdawca Dziennika Telewizyjnego w latach 1964–1988.

## Życiorys
Urodził się w Warszawie gdzie w latach 50. XX-wieku studiował na Akademii Teatralnej im. Aleksandra Zelwerowicza. Niedługo potem wyjechał do Kołobrzegu, gdzie pracował jako kierownik domu kultury. Prowadził tam też klub filmowy oraz założył kabaret Karawana pod patronatem lokalnego oddziału Związku Młodzieży Socjalistycznej. W 1964 roku rozpoczął współpracę z koszalińskim oddziałem Polskiego Radia i działającym przy nim korespondencyjnym punkcie Dziennika Telewizyjnego uzyskując stanowisko młodszego redaktora w listopadzie 1967. Od lat 60. do śmierci przygotował dla Dziennika Telewizyjnego oraz szczecińskiego oddziału Telewizji Polskiej niezliczone ilości przekazów oraz relacji filmowych i reportaży w tym z odkrycia ropy i gaszenia pożaru w Karlinie. Był też korespondentem podczas Wyścigu Pokoju. Po 1981 w trakcie stanu wojennego zasiadał w komisji weryfikacyjnej. W latach 80. XX-wieku do śmierci jego przekazy ukazywały się najczęściej w codziennych wydaniach Dziennika Telewizyjnego dzięki czemu należał do najbardziej rozpoznawalnych reporterów w tamtym czasie. Zmarł nagle 10 lipca 1988. Był mężem Mirosławy Żołtak (1936-2008), dziennikarki prasowej. Odznaczony pośmiertnie Krzyżem Oficerskim Orderu Odrodzenia Polski decyzją Rady Państwa.

## Wybrana filmografia
- 1978: Karlino
- 1980: Ropa w Karlinie
- 1982: Budowa huty
- 1983: Konferencja w Koszalinie